# Fábián Ervinné
Fábián Ervinné, Beer Ilona Mária vagy Elen Mary (Szolnok, 1894. március 15. – ?) ifjúsági író, újságíró, Brassóban élt, a Brassói Petőfi Sándor Irodalmi Kör (1947) tagja.

## Munkássága
Meséket, novellákat közölt a kolozsvári Új Cimbora gyermeklapban és a temesvári Déli Hírlapban.

## Kötetei
- Egy csokorba kötött mese (Lugos, 1935; németül Ein Märchenstrauss und andere Geschichten, Brassó, 1936)
- Az öreg paraszt (elbeszélések, Déva, 1937)